# Fong Sai-yuk
Fong Sai-yuk (chinês: 方世玉, pinyin: Fāng Shìyù) é um fictício artista marcial chinês e herói folclórico. Ele foi mencionado pela primeira vez em histórias Wuxia da Dinastia Qing (1644–1912) como Shaolin Xiao Yingxiong (少林小英雄; Jovem Herói de Shaolin), Wan Nian Qing (萬年青) e Qianlong You Jiangnan (乾隆游江南; O Imperador Qianlong Visita Jiangnan). Ele também é destaque em vários filmes.

## Biografia
Fong Sai-Yuk é um nativo de Zhaoqing, na província de Guangdong. Seu pai, Fong Tak (方德; Fang De), era um rico comerciante, enquanto sua mãe, Miu Tsui-fa (苗翠花; Miao Cuihua), era uma exímia artista marcial. Fong costuma ser associado a Hung Hei-gun e aos Cinco Velhos do mosteiro sulista de Shaolin.
Segundo a lenda, sua mãe rompeu todos os ossos e membros de seu corpo após seu nascimento e banhou-os em álcool Chinês (vinho de ferro) para fazê-lo praticamente invulnerável. O corpo de Fong Sai-yuk tornou-se "pele de cobre e  ossos de metal" após o tratamento.

## Representação na Mídia
Desde a década de 1950, têm sido feitos filmes e séries de televisão inspirados no personagem. Os mais famosos foram os filmes de 1993 Fong Sai-yuk e Fong Sai-yuk II, ambos estrelados por Jet Li.
Filmes
- The Adventures of Fong Sai Yuk (1950), um filme de Hong Kong.
- Fong Sai Yuk in Yun Yiang Cave (1950), um filme de Hong Kong.
- The Prodigal Boxer (1972), um filme de Hong Kong produzido por South Sea Film & Co., H.K.

香港南海影業公司, estrelando Meng Fei. 
- Heroes Two (1974), um filme de Hong Kong produzido por Chang's Film Co. 長弓電影公司 e distribuído por Shaw Brothers Studio 邵氏兄弟有限公司, estrelando Fu Sheng.
- Men from the Monastery (1974), um filme de Hong Kong produzido por Chang's Film Co. 長弓電影公司 e distribuído por Shaw Brothers Studio 邵氏兄弟有限公司, estrelando Fu Sheng.
- Shaolin Temple (1976), a Hong Kong film produced by the Shaw Brothers Studio, starring Fu Sheng.
- The 36th Chamber of Shaolin (1978), um filme de Hong Kong produzido por Shaw Brothers Studio.
- Return to the 36th Chamber (1980), um filme de Hong Kong produzido por Shaw Brothers Studio.
- Disciples of the 36th Chamber (1985), um filme de Hong Kong produzido por Shaw Brothers Studio, estrelando Hsiao Ho.
- The Young Hero of Shaolin (1984–86), um filme chinês em duas partes dirigido por Wei Haifeng, estrelando Shi Baohua.
- Fong Sai-yuk (1993), um filme de Hong Kong dirigido por Corey Yuen, estrelando Jet Li. O filme apresentou um crossover entre Fong Sai-yuk e a novela wuxia "O livro e a espada", de Jin Yong.
- Fong Sai-yuk II (1993), uma sequência de Fong Sai-yuk.
- Burning Paradise (1994), um filme de Hong Kong dirigido por Ringo Lam, estrelando Willie Chi.

Séries de televisão
- The Young Heroes of Shaolin (1981), uma série de televisão de Hong Kong produzida por Television Broadcasts Limited, estrelando Stephen Tung Wai.
- The Kung Fu Master (1994), uma série de televisão de Hong Kong produzida por ATV, estrelando Nick Cheung.
- The Emperor and I (1994), uma série de televisão de Hong Kong produzida por TVB, estrelando Marco Ngai.
- Hero of the Times (1999–2000), uma série de televisão singapurense-taiuanesa produzida por TCS e CTV, estrelando Vincent Zhao.
- Young Hero Fong Sai Yuk (1999), uma série de televisão de Hong Kong produzida por ATV, estrelando Dicky Cheung.
- Gaishi Yingxiong Fang Shiyu (2011), uma série de televisão chinesa produzida por Zhejiang Great Wall Entertainment, estrelando Yang Zi.